# Campeonato Mundial de Halterofilismo de 2022 - Até 49 kg feminino
A categoria até 49 kg feminino foi um evento do Campeonato Mundial de Halterofilismo de 2022, disputado em Bogotá, na Colômbia, no dia 5 de dezembro de 2022.

## Calendário
Horário local (UTC-5)
| Dia           | Horário | Fase    |
| ------------- | ------- | ------- |
| 5 de dezembro | 11:30   | Grupo D |
| 5 de dezembro | 14:00   | Grupo C |
| 6 de dezembro | 14:00   | Grupo B |
| 6 de dezembro | 16:30   | Grupo A |

## Medalhistas
| Evento    | Ouro               | Ouro   | Prata                       | Prata  | Bronze                 | Bronze |
| --------- | ------------------ | ------ | --------------------------- | ------ | ---------------------- | ------ |
| Arranque  | Jiang Huihua (CHN) | 93 kg  | Mihaela Cambei (ROU)        | 90 kg  | Hou Zhihui (CHN)       | 89 kg  |
| Arremesso | Jiang Huihua (CHN) | 113 kg | Saikhom Mirabai Chanu (IND) | 113 kg | Hayley Reichardt (USA) | 110 kg |
| Total     | Jiang Huihua (CHN) | 206 kg | Saikhom Mirabai Chanu (IND) | 200 kg | Hou Zhihui (CHN)       | 198 kg |

## Recordes
Antes desta competição, o recorde mundial da prova era o seguinte:
| Recorde         | Tipo      | Atleta                      | Peso   | Local     | Data                |
| Recorde Mundial | Arranque  | Hou Zhihui (CHN)            | 96 kg  | Tasquente | 17 de abril de 2021 |
| Recorde Mundial | Arremesso | Saikhom Mirabai Chanu (IND) | 119 kg | Tasquente | 17 de abril de 2021 |
| Recorde Mundial | Total     | Hou Zhihui (CHN)            | 213 kg | Tasquente | 17 de abril de 2021 |

## Resultado
Os resultados foram os seguintes. 
| Pos.              | Atleta                      | Grupo | Arranque (kg) | Arranque (kg) | Arranque (kg) | Arranque (kg)     | Arremesso (kg) | Arremesso (kg) | Arremesso (kg) | Arremesso (kg)    | Total |
| Pos.              | Atleta                      | Grupo | 1             | 2             | 3             | Resultado         | 1              | 2              | 3              | Resultado         | Total |
| ----------------- | --------------------------- | ----- | ------------- | ------------- | ------------- | ----------------- | -------------- | -------------- | -------------- | ----------------- | ----- |
| Medalha de ouro   | Jiang Huihua (CHN)          | A     | 88            | 91            | 93            | Medalha de ouro   | 110            | 113            | 120            | Medalha de ouro   | 206   |
| Medalha de prata  | Saikhom Mirabai Chanu (IND) | A     | 84            | 87            | 87            | 5                 | 111            | 111            | 113            | Medalha de prata  | 200   |
| Medalha de bronze | Hou Zhihui (CHN)            | A     | 86            | 89            | 92            | Medalha de bronze | 106            | 109            | —              | 4                 | 198   |
| 4                 | Mihaela Cambei (ROU)        | A     | 86            | 89            | 90            | Medalha de prata  | 104            | 107            | 108            | 8                 | 194   |
| 5                 | Hayley Reichardt (USA)      | A     | 81            | 83            | 84            | 8                 | 104            | 107            | 110            | Medalha de bronze | 194   |
| 6                 | Nina Sterckx (BEL)          | A     | 85            | 88            | 89            | 4                 | 104            | 109            | 109            | 7                 | 193   |
| 7                 | Jourdan Delacruz (USA)      | A     | 84            | 86            | 86            | 6                 | 105            | 105            | 109            | 5                 | 191   |
| 8                 | Nathasha Figueiredo (BRA)   | A     | 83            | 86            | 86            | 9                 | 104            | 107            | 108            | 6                 | 187   |
| 9                 | Yesica Hernández (MEX)      | B     | 78            | 80            | 82            | 10                | 102            | 102            | 106            | 9                 | 184   |
| 10                | Phạm Đình Thi (VIE)         | B     | 78            | 80            | 82            | 14                | 97             | 100            | 102            | 10                | 182   |
| 11                | Katherin Echandia (VEN)     | A     | 80            | 80            | 80            | 17                | 102            | 105            | 105            | 11                | 182   |
| 12                | Giulia Imperio (ITA)        | B     | 80            | 80            | 80            | 16                | 97             | 101            | 105            | 12                | 181   |
| 13                | Lovely Inan (PHI)           | B     | 78            | 81            | 81            | 19                | 100            | 103            | 105            | 14                | 178   |
| 14                | Andrea de la Herrán (MEX)   | B     | 81            | 81            | 81            | 12                | 95             | 100            | 100            | 20                | 176   |
| 15                | Windy Cantika Aisah (INA)   | B     | 80            | 80            | 84            | 15                | 96             | 96             | —              | 16                | 176   |
| 16                | Ibuki Takahashi (JPN)       | D     | 70            | 74            | 77            | 22                | 90             | 95             | 100            | 13                | 174   |
| 17                | Rosegie Ramos (PHI)         | B     | 75            | 75            | 75            | 21                | 95             | 100            | —              | 19                | 170   |
| 18                | Shin Jae-gyeong (KOR)       | B     | 75            | 78            | 79            | 20                | 95             | 97             | 98             | 21                | 170   |
| 19                | Oliwia Drzazga (POL)        | C     | 67            | 70            | 72            | 27                | 90             | 92             | 95             | 17                | 167   |
| 20                | Tham Nguyen (IRL)           | C     | 73            | 75            | 75            | 24                | 93             | 93             | 95             | 23                | 166   |
| 21                | Kerlys Montilla (VEN)       | C     | 70            | 73            | 73            | 25                | 88             | 92             | 93             | 24                | 166   |
| 22                | Huang Yi-chen (TPE)         | C     | 70            | 70            | 75            | 31                | 92             | 92             | 96             | 15                | 166   |
| 23                | María Giménez-Güervos (ESP) | C     | 71            | 71            | 71            | 28                | 91             | 94             | 94             | 22                | 165   |
| 24                | Dika Toua (PNG)             | C     | 67            | 70            | 72            | 30                | 90             | 93             | 95             | 18                | 165   |
| 25                | Noorin Gulam (GBR)          | C     | 67            | 70            | 72            | 26                | 87             | 89             | 90             | 25                | 159   |
| 26                | Yessica Torrez (BOL)        | D     | 63            | 66            | 66            | 33                | 84             | 86             | 88             | 26                | 152   |
| 27                | Mara Strzykala (LUX)        | D     | 64            | 66            | 68            | 32                | 83             | 85             | 87             | 27                | 151   |
| 28                | Omayraliz Ortiz (PUR)       | D     | 58            | 63            | 63            | 34                | 77             | 80             | 82             | 28                | 143   |
| —                 | Sanikun Tanasan (THA)       | A     | 85            | 87            | 88            | 7                 | 103            | 103            | 103            | —                 | —     |
| —                 | Dahiana Ortiz (DOM)         | A     | 78            | 82            | 85            | 11                | 103            | 103            | 103            | —                 | —     |
| —                 | Luiza Dias (BRA)            | B     | 80            | 82            | 83            | 13                | 100            | 100            | 100            | —                 | —     |
| —                 | Noura Essam (EGY)           | C     | 73            | 76            | 79            | 18                | 91             | 91             | 91             | —                 | —     |
| —                 | Hannah Kaminski (CAN)       | C     | 73            | 75            | 75            | 23                | 92             | 92             | 92             | —                 | —     |
| —                 | Rosina Randafiarison (MAD)  | C     | 71            | 75            | 75            | 29                | 91             | 91             | 91             | —                 | —     |
| —                 | Lin Cheng-jing (TPE)        | B     | 75            | 75            | 75            | —                 | —              | —              | —              | —                 | —     |
| —                 | Rira Suzuki (JPN)           | B     | —             | —             | —             | —                 | —              | —              | —              | —                 | —     |
| —                 | Atenery Hernández (ESP)     | C     | 74            | 74            | 74            | —                 | —              | —              | —              | —                 | —     |